# Liste des députés européens du Danemark de la 5e législature

Cet article présente la liste des députés européens du Danemark pour la mandature 1999-2004, élus lors des élections européennes de 1999 au Danemark
| Nom                                                              | Parti                                                                               | Groupe politique                |
| ---------------------------------------------------------------- | ----------------------------------------------------------------------------------- | ------------------------------- |
| Ole Andreasen (en)                                               | Venstre                                                                             | ELDR                            |
| Freddy Blak (en)                                                 | Sociaux-démocrates                                                                  | PSE GUE/NGL (à partir de 2001.) |
| Jens-Peter Bonde                                                 | Mouvement de juin                                                                   | EDD                             |
| Niels Busk (en)                                                  | Venstre                                                                             | ELDR                            |
| Mogens Camre (en)                                                | Parti populaire danois                                                              | UEN                             |
| Lone Dybkjær                                                     | Parti social-libéral danois                                                         | ELDR                            |
| Pernille Frahm                                                   | Parti populaire socialiste                                                          | GUE/NGL                         |
| Ole Sørensen (Remplace Bertel Haarder le 26 novembre 2001.)      | Venstre                                                                             | ELDR                            |
| Anne Elisabet Jensen                                             | Venstre                                                                             | ELDR                            |
| Ole Krarup (en)                                                  | Mouvement populaire contre l'Union européenne                                       | EDD GUE/NGL (à partir de 2002.) |
| Torben Lund                                                      | Sociaux-démocrates                                                                  | PSE                             |
| Bent Hindrup Andersen (Remplace Jens Okking le 28 février 2003.) | Mouvement de juin Mouvement populaire contre l'Union européenne (à partir de 2002.) | EDD GUE/NGL (à partir de 2002.) |
| Karin Riis-Jørgensen                                             | Venstre                                                                             | ELDR                            |
| Christian Rovsing (en)                                           | Parti populaire conservateur                                                        | PPE-DE                          |
| Ulla Sandbæk                                                     | Mouvement de juin                                                                   | EDD                             |
| Helle Thorning-Schmidt                                           | Sociaux-démocrates                                                                  | PSE                             |